# 인테그론
인테그론(Integron)은 박테리아가 새로운 유전자의 비축 및 발현을 통해 빠르게 적응하고 진화할 수 있게 하는 유전자 장치이다. 이들 유전자는 일반적으로 재조합 부위 (attC )와 함께 하나의 프로모터 없이 (promoterless)ORF (오픈 리딩 프레임; open reading frame)를 전달하는 유전자 카세트(최근 인테그론 카세트 (integron cassette)로 용어 변경)라 불리는 특정 유전자 구조에 내장되어 있다. 인테그론 카세트는 인테그론 효소 (integrase)에 의해 매개되는 부위-특이적 재조합 반응에 의해 인테그론 플랫폼의 attI 부위에 통합된다.

## 발견
인테그론은 항생제 내성에서의 역할을 통해 접합 플라스미드(conjugative plasmid)에서 처음 발견되었다. 실제로, 이들 이동성 인테그론은 현재 항생제 내성과 직접 관련된 유전자를 포함한 다양한 카세트를 운반 하는 것으로 알려져 있다. 추가 연구에 따르면, 인테그론은 염색체 요소이며, 플라스미드로의 동원(mobilsation)은 트랜스포존과 과도한 항생제의 사용에 의해 촉진된다고 알려져있다. 염색체 인테그론에서 발견되는 카세트의 대부분은 기능이 밝혀지지 않았다.

## 구조
인테그론은 최소한 다음으로 구성된다.
- 부위-특이적 재조합효소를 코딩하는 유전자 : intI, 인테그론효소(integrase) 패밀리에 속함
- 근위 재조합 부위 : 유전자 카세트가 삽입 될 수 있는, 인테그론효소에 인식되는 부위(attI)[5]
- 프로모터 : 카세트 인코딩된 유전자의 전사를 지시하는 Pc

### 유전자 카세트
인테그론은 일반적으로 그 안에 통합돼 있는 하나 이상의 유전자 카세트를 포함한다. 유전자 카세트는 항생제 내성 유전자를 암호화 할 수 있지만, 인테그론 내 대부분 유전자는 특징이 파악되지 않았다. attC 서열(59-be로도 불림)은 카세트 측면에서, 카세트를 attI 부위에 통합시키고, 절단하여 수평 유전자 전달을 시키는 반복서열이다.

## 출현
인테그론은 플라스미드 및 트랜스포존과 같은 이동성 유전 요소의 일부로 발견 될 수 있다. 인테그론은 염색체에서도 찾을 수 있다.

## 용어
비브리오 콜레라에의 작은 염색체에 긴 카세트 배열을 갖는 인테그론에 처음으로 슈퍼-인테그론(super-integron)이라는 용어가 적용됐다. 이 용어는 이후 다양한 카세트 배열 길이의 인 테그론 또는 박테리아 염색체의 인테그론 (예를 들어, 플라스미드)에 사용되었다. 현재 "슈퍼 인테그론"은 그 의미가 명확하지 않기 때문에 사용을 권장하지 않는다.